# Nits màgiques
Nits màgiques (títol original en italià, Notti magiche) és una pel·lícula de comèdia italiana dirigida per Paolo Virzì, que representa un homenatge a la temporada de la commedia all'italiana. S'ha doblat i subtitulat al català.

## Repartiment
- Mauro Lamantia com a Antonino Scordia
- Giovanni Toscano com a Luciano Ambrogi
- Irene Vetere com a Eugenia Malaspina
- Roberto Herlitzka com a Fulvio Zappellini
- Giancarlo Giannini com a Leandro Saponaro
- Ornella Muti com a Federica
- Giulio Berruti com a Max Andrei
- Giulio Scarpati com a Salvatore Malaspina
- Paolo Bonacelli com a Ennio